# Greenslade (album)
Greenslade is het debuutalbum van de gelijknamige band. De groepsnaam en albumtitel waren gevolg van de manier zoals de band aangeduid werd bij hun management, in een periode dat de leden nog een naam aan het verzinnen waren; een optie was The Police!

## Inleiding
Dave Greenslade en Tony Reeves kenden elkaar nog uit Colosseum in integreerden Andrew McCulloch (kortstondig drummer bij King Crimson) en Dave Lawson (toetsenist bij Web en Samurai) in de band. De heren kwamen met een mengeling van progressieve rock (Greenslade, alhoewel hij die indeling liever kwijt dan rijk was) en blues (Lawson), een zeldzaamheid in die dagen. Opvallend is ook het ontbreken van een gitarist in Greenslade. Opnamen vonden plaats in de Morgan Studios tijdens twee meerdaagse sessie in november 1972 en werden afgerond in december 1972. De band constateerde achteraf dat ze via een voorschot moesten werken, want Greenslade hield ervan goed geoefend de studio in de gaan (studiotijd is kostbaar), maar had destijds geen geld de opnamen zelf te bekostigen. Lawson was achteraf niet blij met zijn zang, zoals hij dat nooit is geweest. Op de grens van mei/juni 1973 was Greenslade een aantal keren in Nederland te horen, onder andere in Paradiso. 
Het leverde hun een eigen plekje op binnen de progressieve rock; ze klonken met de combinatie toetsinstrumenten met de vaak gebruikte mellotron als geen andere band binnen die niche. OOR's Pop-encyclopedie (versie 1979) noemt de band inconsistent met een wisseling van sterke instrumentale delen en matige zang. Andere (b.v. AllMusic) vonden in de terugblik de stem van Lawson juist goed passend. Charles Snider in The strawberry bricks (2005): "Nothing short of a classic".
Het album werd gestoken in een hoes (veelarmige tovenaar) van Roger Dean teruggevoerd op ideeën van Greenslade met ook het beeldmerk. In dat logo is boven de letters de afbeelding te zien van twee toetsenisten. 

## Musici
- Dave Lawson – toetsinstrumenten, zang
- Dave Greenslade – toetsinstrumenten
- Tony Reeves – basgitaar, contrabas
- Andrew McCulloch – drumstel, percussie

## Muziek

### Originele versie
| Nr. | Titel                                                   | Duur |
| --- | ------------------------------------------------------- | ---- |
| 1.  | Feathered friends (Muziek: Greenslade; Teksten: Lawson) | 6:47 |
| 2.  | An English western (Muziek: Greenslade)                 | 3:27 |
| 3.  | Drowning man (Muziek: Greenslade)                       | 5:50 |
| 4.  | Temple song (Muziek: Greenslade; Teksten: Lawson)       | 3:34 |

| Nr. | Titel                                                      | Duur |
| --- | ---------------------------------------------------------- | ---- |
| 1.  | Mélange (Muziek: Reeves, Greenslade, Lawson)               | 7:30 |
| 2.  | What are you doin’ to me (Muziek: Lawson; Teksten: Lawson) | 4:44 |
| 3.  | Sundance (Muziek: Greenslade)                              | 8:44 |

De nummers Temple song (A-kant) en An English western (B-kant) werden op single geperst, maar wist net als het album geen notering te krijgen in de hitlijsten.

### Versie Esoteric (2018)
Deze uitgave bevat twee cd’s waarbij de eerste is gevuld met bovenstaande nummers. De tweede bevat opnamen voor radioprogramma’s, waarbij te horen is dat ondanks het vele toetsenwerk de nummers goed live uit te voeren waren.
| Nr. | Titel                                                                   | Duur |
| --- | ----------------------------------------------------------------------- | ---- |
| 1.  | Temple song (BBC opnamen 10 januari, uitzending 29 januari 1973)        |      |
| 2.  | Feathered friends (BBC opnamen 10 januari, uitzending 29 januari 1973)  |      |
| 3.  | An English western (BBC opnamen 10 januari, uitzending 29 januari 1973) |      |
| 4.  | Sundance (BBC Radio One In concert. Opnamen 5 april 1973)               |      |
| 5.  | Drowning man (BBC Radio One In concert. Opnamen 5 april 1973)           |      |
| 6.  | Feathered friends (BBC Radio One In concert. Opnamen 5 april 1973)      |      |
| 7.  | Mélange (BBC Radio One In concert. Opnamen 5 april 1973)                |      |